# Эллиот, Герберт
Герберт Джеймс Эллиот (англ. Herbert James Elliott; род. 25 февраля 1938[…], Перт) — австралийский спортсмен, один из лучших бегунов на средние дистанции конца 1950-х — начала 1960-х годов.

## Биография
В августе 1958 года он установил мировой рекорд в беге на 1 милю, пробежав дистанцию за 3.54,5. Через месяц он установил мировой рекорд в беге на 1500 метров, пробежав за 3.36,0. После этого рекорда Герберт Эллиот отверг предложение американского спортивного дельца Лео Левитта перейти в профессионалы. Эллиот должен был за 240 тысяч долларов предоставить ему право организации показательных выступлений и киносъёмок с его участием.

Я не цирковой аттракцион, мне всего 20 лет, и передо мной по крайней мере ещё 5 лет, в течение которых могу успешно выступать на беговой дорожке, как спортсмен-любитель. В первую очередь надеюсь завоевать золотую медаль на Олимпийских играх в Риме.— Герберт Эллиот в интервью корреспонденту шведской газеты «Экспрессен»
На Олимпийских играх 1960 года он завоевал золотую медаль в беге на 1500 метров, улучшив свой мировой рекорд.
Эллиот доминировал в беге на средние дистанции с 1957 по 1961 год, не проиграв ни одного забега на 1500 метров и 1 милю в этот период. За свои достижение он стал первым обладателем награды лучшего иностранного спортсмена года по версии BBC.
Компаньон ордена Австралии (AC) и Кавалер ордена Британской империи (MBE).

### После спорта
Эллиот был главой правления одной из самых больших в мире компаний по добыче железной руды — Fortescue Metals Group.

#### Олимпийские игры в Сиднее
Эллиотт был одним из факелоносцев на церемонии открытия летних Олимпийских игр 2000 года в Сиднее и вышел на стадион в финальной части перед зажжением Олимпийского огня.

## Семья
- Отец — Герберт Эллиот.
- Мать — Эйлин Эллиот (урожденная Кармоди).
- Жена Энн Дадли, парикмахер из Перта (с 2 мая 1959 года).
  - шестеро детей.

## Результаты

### Соревнования
| Год  | Соревнования            | Город   | Дата       | Дистанция | Результат         | Место | Видео |
| ---- | ----------------------- | ------- | ---------- | --------- | ----------------- | ----- | ----- |
| 1958 | Игры Содружества        | Кардифф | 19 июля    | 880 ярдов | 1.52,3 (забег 2)  | 1     |       |
| 1958 | Игры Содружества        | Кардифф | 22 июля    | 880 ярдов | 1.49,32 MR        | I     |       |
| 1958 | Игры Содружества        | Кардифф | 24 июля    | 1 миля    | 4.07,0 (забег 4)  | 1     |       |
| 1958 | Игры Содружества        | Кардифф | 26 июля    | 1 миля    | 3.59,03           | I     |       |
| 1960 | Летние Олимпийские игры | Рим     | 3 сентября | 1500 м    | 3.41,50 (забег 1) | 1     |       |
| 1960 | Летние Олимпийские игры | Рим     | 6 сентября | 1500 м    | 3.35,6 WR*        | I     |       |

| Год  | Чемпионат | Город       | Дата       | Дистанция                                  | Результат | Место | Видео |
| ---- | --------- | ----------- | ---------- | ------------------------------------------ | --------- | ----- | ----- |
| 1957 | Австралии | Мельбурн    | 11 марта   | 880 ярдов                                  | 1.49,3    | I     |       |
| 1957 | Австралии | Мельбурн    | 9 марта    | 1 миля                                     | 4.00,4    | I     |       |
| 1957 | Австралии | Мельбурн    | 11 марта   | Шведская эстафета 1 миля (880+440+220+220) | 4.08,8    | II    |       |
| 1958 | Австралии | Брисбен     | 17 марта   | 880 ярдов                                  | 1.49,4    | I     |       |
| 1958 | Австралии | Брисбен     | 15 марта   | 1 миля                                     | 4.08,8    | I     |       |
| 1958 | Австралии | Брисбен     | 17 марта   | Шведская эстафета 1 миля (880+440+220+220) | 4.08,8    | I     |       |
| 1958 | США       | Бейкерсфилд | 20—21 июня | 1 миля                                     | 3.57,9    | I     |       |
| 1960 | Австралии | Перт        | 7 марта    | 880 ярдов                                  | 1.50,1    | I     |       |
| 1960 | Австралии | Перт        | 5 марта    | 1 миля                                     | 4.02,1    | I     |       |

1. ↑  Состав команды Западной Австралии: Герберт Эллиот; А. Уильямс; Грэм Гипсон[англ.]; Билл де Груши[нем.]
2. ↑  Состав команды Западной Австралии: Герберт Эллиот; Грэм Гипсон[англ.]; Билл де Груши[нем.]; Эван Рид

### Мировые рекорды
| Дистанция   | Время  | Город    | Дата      | Видео |
| ----------- | ------ | -------- | --------- | ----- |
| 1500 метров | 3.36,0 | Гётеборг | 28.8.1958 |       |
| 1500 метров | 3.35,6 | Рим      | 6.9.1960  |       |
| 1 миля      | 3.54,5 | Дублин   | 6.8.1958  |       |